# Munkholm Zoo
Munkholm Zoo er en dansk zoologisk have beliggende ved Balle i Syddjurs Kommune. Den blev etableret i 1994, og hvert år besøger over 30.000 gæster de cirka 400 dyr fordelt på 90 arter.

## Historie
Ægteparret Annelise og Benny Johansen købte i 1994 den grund der nu er zoologisk have. Dengang var der kun en plovmark og en to-længet gård. De gik straks i gang med at forvandle stedet til en dyrepark, og matriklen blev efter nogle få år registreret som en zoologisk have. På det tidspunkt havde parret 90 dyr. I dag er det en turistattraktion med over 400 dyr, fem fastansatte og fire deltidsansatte i 2018.
I sommeren 2017 blev Munkholm Zoo sat til salg for 4,5 mio. kr.